# Gonophaea villica
Gonophaea villica är en fjärilsart som beskrevs av William Schaus 1904. Gonophaea villica ingår i släktet Gonophaea och familjen nattflyn. Inga underarter finns listade i Catalogue of Life.